# Фрашка
Фрашка (на полски: frasca) е литературен жанр, типичен за полската литература: кратко лирическо произведение, най-често с хаплив или ироничен характер.
В полското литературознание терминът съществува като синоним на епиграма, но и като название на отделен жанр (разновидност на епиграмата). По сходен начин в България понятието се употребява за жанров определител на творби от полски автори, без да се прави строго разграничение между фрашка и епиграма.
Наименованието „fraszka“ произлиза от италианската дума 'frasca' (клонка, дреболия) и навлиза в полския език чрез ренесансовия поет Ян Кохановски, озаглавил с него своя сборник епиграми (1584). Авторитетът на Кохановски оказва огромно значение за утвърждаването както на жанра, така и на самия термин. 
През епохата на барока полската фрашка преживява разцвет. Жанрът остава активен и през XIX и XX век. Сред най-изтъкнатите автори на фрашки са Вацлав Потоцки, Ян Анджей Морщин, Игнаци Крашицки, Станислав Трембецки, Адам Мицкевич, Циприан Норвид, Юлиан Тувим, Константи Галчински, Станислав Йежи Лец, Ян Щаудингер.